# Hermann Carl Vering
Hermann Carl Vering (* 15. September 1879 in Lübeck; † 3. März 1955 in Hamburg) war ein Industrieller, Politiker der DVP und Hamburger Senator.

## Kaiserreich
Vering wuchs in Hamburg auf. Er besuchte dort das Wilhelm-Gymnasium, das er im Sommer 1896 mit der Obersekundareife verließ. Anschließend absolvierte er im Bank- und Handelshaus Hesse, Newman & Co. eine Lehre.
Als die väterliche Firma C. Vering 1899 den Auftrag erhielt, im neu gewonnenen Tsingtau einen Hafen zu bauen, beteiligte sich auch Vering vor Ort an dem Projekt. Nach einem Jahr unternahm Vering eine Reise nach Port Arthur, erkrankte dort schwer und musste darauf nach Europa zurückkehren. Nachdem er sich von seiner Krankheit erholt hatte, leistete Vering seinen Militärdienst als Einjährig-Freiwilliger im Dragoner-Regiment 26 in Cannstatt ab. In den folgenden Jahren studierte er einige Semester an der Handelshochschule in Frankfurt am Main, bevor er einige Jahre für Krabb & Co in Buenos Aires und Montevideo tätig war. Ab 1908 kehrte er nach Hamburg zurück, um in die väterlichen Unternehmungen einzutreten.
Vering wurde Prokurist der Baufirma C. Vering, Geschäftsführer der Veringschen Grundstücke auf Wilhelmsburg GmbH und Direktor der Terrain-Aktien-Gesellschaft Wohldorf-Ohlstedt. Dort arbeitete er bis zum Ausbruch des Weltkrieges.
Am Ersten Weltkrieg nahm Vering als Brigade-Adjutant für sein Regiment vorwiegend in Mazedonien teil. Bei Ende des Krieges wurde er mit dem Dienstgrad Rittmeister entlassen. Er kehrte darauf nach Hamburg zurück.

## Weimarer Republik
Um der Novemberrevolution etwas entgegenzusetzen, organisierte Vering in Hamburg Einwohnerwehren, die den Status quo, der vor der Revolution herrschte, in Hamburg wiederherstellen wollten. Durch die auf die Sülzeunruhen folgenden Ausschaltung der von Arbeitern dominierten Volkswehren konnten die republikfeindlichen Einwohnerwehren und zusammen mit dem Freikorps die militärische Macht in Hamburg erlangen. Der Freikorpsführer Paul von Lettow-Vorbeck ernannte Vering offiziell zum Führer aller Hamburger Einwohnerwehren, die Mitte Juli 1919 ca. 30.000 Mann umfassten. Während des Kapp-Putsches in Hamburg weigerte sich Vering, die Einwohnerwehren gegen die Putschisten einzusetzen. Vering überführte nach dem gescheiterten Putsch diese Einheiten dann in die Organisation Escherich (Orgesch).
In den folgenden Jahren arbeitete Vering wieder in den väterlichen Unternehmungen, bis er am 18. März 1925 für die Deutsche Volkspartei in den Senat gewählt wurde, dem er bis zum 4. April 1928 angehörte. Er vertrat dort vor allem das Ressort Innenverwaltung.
Vering wurde 1928 Besitzer der Firma Oskar Gossler oHG, die damals vor allem als Schiffsausrüster tätig war aber auch schon Dichtungen selber herstellte.

## Zeit des Nationalsozialismus und Nachkriegszeit
Im nationalsozialistischen Deutschen Reich führte Vering zumindest 1940 den Titel Wehrwirtschaftsführer, er war Leiter der Fachgruppe Technische Bedarfsartikel, Essen. Außerdem saß er in verschiedenen kriegswichtigen Firmen im Aufsichtsrat, so beispielsweise bei der Hanseatische Acetylen-Gasindustrie Aktiengesellschaft oder Nagel & Kaemp AG.
Während des Zweiten Weltkrieges kämpfte Vering von 1941 bis 1945 in der Wehrmacht als Oberstleutnant der Reserve in Frankreich und Russland, wo er in Kriegsgefangenschaft geriet. Vering wurde im Herbst 1945 entlassen und kehrte nach Hamburg zurück. Er baute vor allem seine Firma Oskar Gossler wieder auf.
Er wurde umgehend wieder politisch aktiv und gründete mit Erich Röper den Verein der Mitglieder und Freunde der Deutschen Volkspartei, dem sich auch Paul de Chapeaurouge anschloss. Im April 1946 wendete sich Vering dem von de Chapeaurouge gegründeten Vaterstädtischen Bund Hamburg zu. 1953 wurde Vering von der Hamburgischen Bürgerschaft zum Hamburgischen Verfassungsrichter gewählt, ein Amt, das er bis zu seinem Tod zwei Jahre später innehatte.